# Fritillaria latakiensis
Fritillaria latakiensis är en liljeväxtart som beskrevs av Edward Martyn Rix. Fritillaria latakiensis ingår i Klockliljesläktet och i familjen liljeväxter. Inga underarter finns listade.